# پادشاهی ۴: بازگشت ژنرال بزرگ
پادشاهی ۴: بازگشت ژنرال بزرگ (انگلیسی: Kingdom 4: Return of the Great General)، یک فیلم با داستان تاریخی و فیلم جنگی ژاپنی محصول ۲۰۲۴ به کارگردانی شینسوکه ساتو است.